# Tupolev Tu-142

## Quốc gia sử dụng
Ấn Độ
- Hải quân Ấn Độ - nhận 8 chiếc Tu-142.

 Nga
- Không quân Hải quân Nga - 15 chiếc Tu-142;

Trước đấ
 Liên Xô
- Không quân Hải quân Xô viết - chuyển cho Nga.

 Ukraina
- Không quân Ukraina

### Máy bay có cùng sự phát triển
- Tupolev Tu-95
- Tupolev Tu-114
- Tupolev Tu-119
- Tupolev Tu-126